# Hooverson Heights
Hooverson Heights és una concentració de població designada pel cens dels Estats Units a l'estat de Virgínia de l'Oest. Segons el cens del 2000 tenia 2.909 habitants.

## Demografia
Segons el cens del 2000, Hooverson Heights tenia 2.909 habitants, 1.144 habitatges, i 814 famílies. La densitat de població era de 486,2 habitants per km².
Dels 1.144 habitatges en un 28,8% hi vivien nens de menys de 18 anys, en un 57% hi vivien parelles casades, en un 9,9% dones solteres, i en un 28,8% no eren unitats familiars. En el 25,6% dels habitatges hi vivien persones soles el 12,6% de les quals corresponia a persones de 65 anys o més que vivien soles. El nombre mitjà de persones vivint en cada habitatge era de 2,41 i el nombre mitjà de persones que vivien en cada família era de 2,87.
Per edats la població es repartia de la següent manera: un 20,9% tenia menys de 18 anys, un 7,2% entre 18 i 24, un 26,6% entre 25 i 44, un 26,1% de 45 a 60 i un 19,2% 65 anys o més.
L'edat mediana era de 42 anys. Per cada 100 dones de 18 o més anys hi havia 82,3 homes.
La renda mediana per habitatge era de 37.101 $ i la renda mediana per família de 41.399 $. Els homes tenien una renda mediana de 32.218 $ mentre que les dones 20.250 $. La renda per capita de la població era de 16.662 $. Entorn del 8,6% de les famílies i l'11,7% de la població estaven per davall del llindar de pobresa.

## Poblacions més properes
El següent diagrama mostra les poblacions més properes.